# Ricardo Olmos Canet
Ricardo Olmos Canet (Masamagrell, 23 de febrero de 1905 - Madrid, 21 de noviembre de 1986) fue un compositor, músico pedagogo y musicólogo español.

## Biografía
Olmos Canet era hijo de un músico aficionado que tocaba la flauta en la banda de Alboraya. Olmos Canet también recibió sus primeras lecciones de lenguaje musical en la escuela de música de esta banda, que fue fundada por su abuelo. Se formó en el Conservatorio Superior de Música «Joaquin Rodrigo» de Valencia con Manuel Palau Boix. Después de finalizar sus estudios, viaja a París, donde va a estudiar con Charles Koechlin, para profundizar en el estudio de sus libros sobre teoría de la música (incluido Traite de L'Harmony y Precis des Rêgles du contrapoint), además de con Jacques Challey. 
En 1939 se muda a Madrid donde comienza a trabajar en el Instituto Musicológico. Alrededor de 1950 recopiló canciones de ciertas regiones españolas, Canciones y danzas de Onteniente y Bélgida (1950) y Canciones y danzas de Bocairente (1952). También fue profesor de la «Escuela Experimental del Magisterio de Madrid». Olmos Canet fue el autor de cuatro libros sobre teoría de la música, como El contrapunto simple, El contrapunto doble, El contrapunto modal i Elementos de forma musical. Fue miembro de la «Asociación de Compositores Sinfónicos Españoles» (ACSE).
Como compositor, destacan sus obras vocales y su música para piano.

## Composiciones

### Obras para banda
- Tres Piezas infantiles
  1. Balada
  2. ¡Duerme, mi niño!
  3. Jugando al caballito

### Música vocal

#### Obras para coro
- 1926 Muiñeira, para coro mixto
- 1978 Bolero, para coro mixto
- 1978 Canciones aragonesas - dos impresiones musicales sobre la lírica popular altoaragonesa, para soprano solista y coro mixto a seis partes (soprano, contralto, tenor 1, tenor 2, bajo 1, bajo 2)
  1. Albada
  2. Bolero
- Alleluia, para coro mixto
- Dos canciones vascas, para coro mixto
- Serenata Grotesca, para coro mixto
- Tres cançons valencianes, para coro mixto
  1. A la voreta del mar
  2. Cançó de batre
  3. La font del tres xorros
- Ave Maria, para coro mixto

#### Canciones
- 1960 Caido se le ha un clavel ..., villancico para voz y piano
- 1960 Cantad, pastorcillos, villancico para voz y piano
- 1961 El sueño de Jesús, villancico para voz y piano
- 1965 !Oh, hermosura! ... villancico para voz y piano - texto: Santa Teresa de Jesús
- 1972 Cuatro villancicos asturianos, villancico para voz y piano
  1. El neñu diz que tien sed
  2. Desvelente los amores
  3. Yo non se que tien el neñu
  4. Vienen tres Reyes Magos
- Cantiga, para cuatro vocalistas (soprano, contralto, tenor y bajo)
- Díptico amoroso,  para cuatro vocalistas (soprano, contralto, tenor y bajo)
- Dos trovas en loor de la Virgen María, para cuatro vocalistas (soprano, contralto, tenor y bajo)
- El cant dels ocells, para soprano y piano
- Porompo, para voz y piano - texto:  J. González Estrada
- Romance de la blanca niña, para soprano y piano
- Ramance del Cid, para voz y piano
- Seis meditaciones para Semana Santa y un Alleluia, para cuatro vocalistas (soprano, contralto, tenor y bajo)
- Sueño del Niño Jesús, para voy y piano - texto: Eduardo Marquina
- Tres meditaciónes y Aleluya, para voz y piano
- Tres piezas vascas,  para cuatro vocalistas (soprano, contralto, tenor y bajo)
  1. Oi Eguberri gaua
  2. A Mutil kopetilun
  3. Aritz adarean

### Obras para piano
- 1945 Dos preludios
- 1959 Seis movimientos de Danza
- Danza valenciana
- Elegía à Charles Koechlin
- Estampas hebreas
- Noche romántica, ocho bocetos.
  1. Paseo nocturno
  2. Rayo de luna
  3. Recordando una marcha nupcial
  4. Campanas lejanas
  5. Declaración amorosa
  6. Contestanción
  7. Idilio
  8. ...es el amor que pasa...
- Pastoral
- Sonatina
- Suite de danzas catalanas
- Toccata
- Tres poemas
  1. Balada
  2. Duerme, mi niño
  3. Jugando al caballito

## Publicaciones
- Canciones y danzas de Onteniente y Bélgida, Instituto valenciano de Musicología, Institución Alfonso el Magnánimo, Diputación Provincial de Valencia, 1950. p. 63.
- Canciones y danzas de Bocairente, Instituto valenciano de Musicología, Institución Alfonso el Magnánimo, Diputación Provincial de Valencia, 1952. p. 96.
- Canciones y danzas de Morella, Forcall, Todolella, Castell de Cabres,  Instituto valenciano de Musicología, Institución Alfonso el Magnánimo, Diputación Provincial de Valencia, 1952. p. 81.
- Cuadernos de música folklórica valenciana n.1 y 6, 1950-1952